# Ludwik Medyceusz
Ludwik Medyceusz znany także pod przybranym imieniem Giovanniego delle Bande Nere (ur. 6 kwietnia 1498, zm. 30 listopada 1526) – włoski kondotier, syn Jana Popolana i ojciec wielkiego księcia Toskanii Kosmy I.